# Omszk-tó
Az Omszk-tó vagy Omszki-tó egy mesterséges tó Magyarországon, a Pest vármegyei Budakalász közigazgatási területén, Budapest határától északra. A főváros közelsége miatt évtizedek óta népszerű pihenőhelynek számít, sokáig naturista strand is működött itt, illetve különféle egyéb rekreációs lehetőségeket és vendéglátóhelyeket is telepítettek a tó partjára.

## Fekvése
Az Omszk-tó a Vác–Pesti-Duna-völgyhöz tartozó Pomázi-síkon, a 11-es főút és az 1111-es út külön szintű csomópontjának közvetlen közelében, attól pár lépésnyire délnyugatra található, Budakalász városközpontjától keleti-délkeleti irányban. Alakja közelítőleg megegyezik egy olyan négyzettel, amelynek oldalai majdnem párhuzamosak a négy égtájjal, annyi eltéréssel, hogy a négyzet északnyugati sarkánál egy nagyobb beharapódás található. A tó északi partja mellett húzódik a Budakalász központját a 11-es főúttal összekötő mellékút, a nyugati és a déli part mentén csak sétautak húzódnak.

## Története
A tó a Duna hordalékaként itt lerakódott kavics kitermelésének köszönheti létezését. A kavicsbányászat az 1960-as években kezdődött meg, ennek eredményeként alakult ki a tó medre. A bányagödröt később nemcsak a beszivárgó talajvíz töltötte fel, az 1965-ös nagy áradása idején a Duna vize is kiöntött idáig. A bányató vízfelületének mérete jelenleg körülbelül 15 hektár, átlagos mélysége 3 méter, legnagyobb mélysége 8 méter körül mozog.
A kezdeti időszakban a víz minősége nem volt jó, elsősorban annak köszönhetően, hogy az utcák csatornázottságának hiánya miatt több helyről is tisztítatlan szennyvizeket vezettek bele. A rendszerváltás után a település önkormányzata a csatornarendszer kiépítésével sokat tett a vízminőség javítása érdekében, többek közt a problémás szennyvíz-befolyásokat is megszüntették. Az intézkedések eredményeseknek bizonyultak, hatásukra a tó vizének állapota fokozatos javulásnak indult.
Ahogyan javult a víz minősége, úgy vált a tó egyre népszerűbbé a pihenési lehetőségeket kereső fővárosi, helyi és környékbeli lakosok körében. Időszakos, majd állandó vendéglátóhelyek nyíltak, sport és rekreációs célú beruházások történtek a területen, a tó délkeleti részén 2005-ben wakeboard-pályát is kiépítettek. A tó északi partját és a keleti part északi részét naturisták vették birtokukba, ottlétüket hosszú időn keresztül nemcsak megtűrték, de el is fogadták az illetékesek: táblák jelölték a ruhátlan napozásra és fürdőzésre kijelölt partszakasz határait, éveken keresztül naturista mozgóárus is működött az ottani strandon. Később változott a hivatalok hozzáállása a témához, és nemkívánatosakká váltak az Omszk-tavon a naturisták.

## Horgászvízként

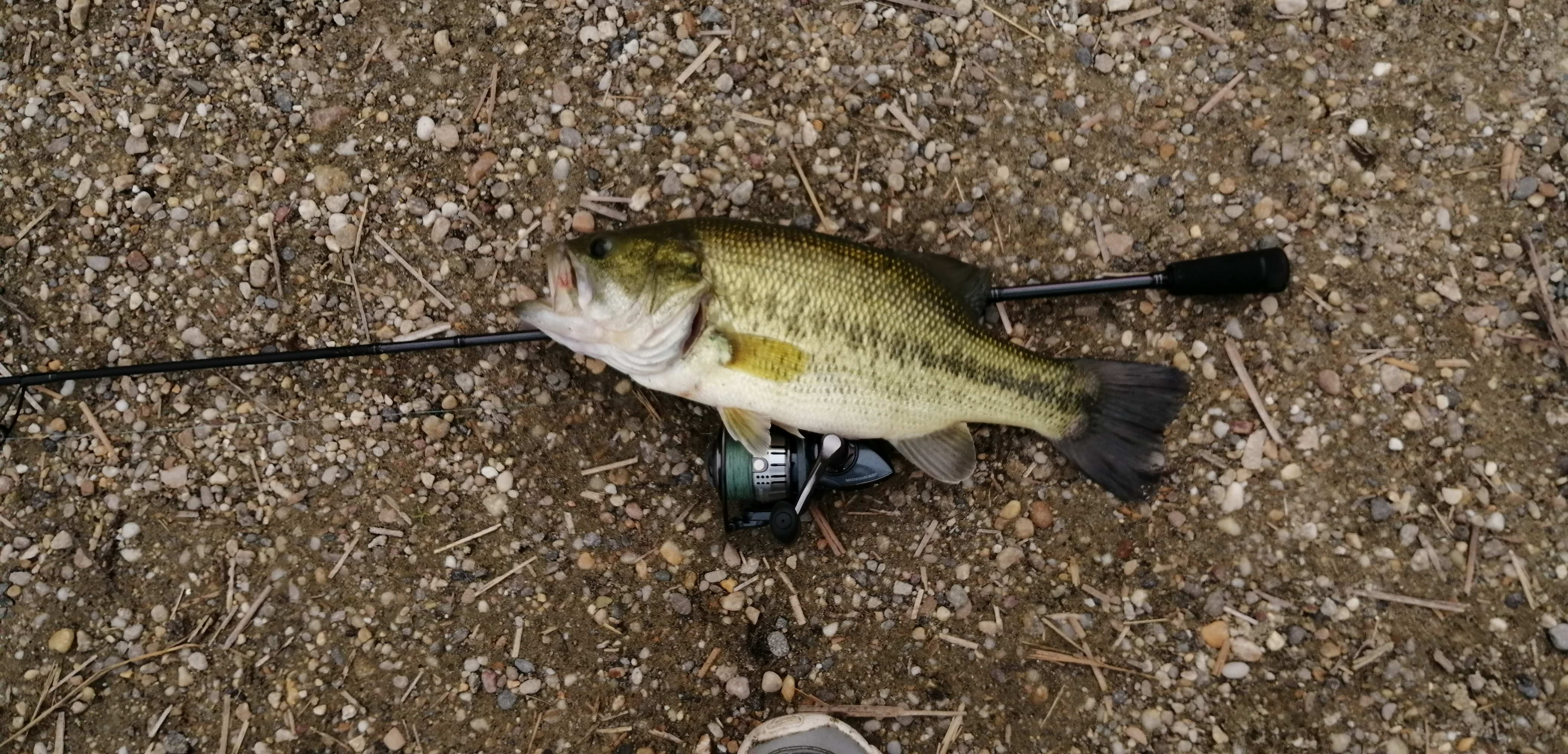
Egy, a tavat horgászó horgász által fogott, méretes pisztrángsügér

A tó szinte a keletkezésétől fogva horgászvízként is szolgál, az első haltelepítést a Duna 1965-ös árvize „végezte el”. Sokáig nem volt a tónak halgazdálkodási szempontból hasznosítója, így szabad víznek számított, és bár telepítéseket sem végzett benne senki, aránylag bőséggel lehetett itt halat fogni. A hazai halfauna legtöbb őshonos és nem őshonos fajta is megél a tóban, köztük egy igen jó sporthal, a pisztrángsügér is. A tó országos szinten is egyedülálló, mert a fent említett pisztrángsügér sikeresen szaporodik.
2010-ben a budakalászi önkormányzattól az Óbuda–Kalász Horgászegyesület vette haszonbérbe a tavat, majd tudatos, intenzív telepítési tevékenységbe kezdtek. Azóta főleg pontyot és keszegféléket telepítenek, védik a halállományt és a halak ívóhelyeit, két, sporthorgászok által különösen kedvelt fajra, a compóra és a pisztrángsügérre pedig elviteli tilalmat rendeltek el.

## Nevének eredete
A szocialista időkben Pest megye és a Szovjetunió szibériai részén elterülő Omszk megye testvérmegyék voltak, és e kapcsolat megörökítésére kapta a budakalászi tó az Omszk nevet 1977. november 7-én.

## Tervezett átnevezése
A rendszerváltás óta többször felmerült az igény a szocialista időket idéző Omszk-tó és Omszk park elnevezések megváltoztatása iránt. 2017-ben a város vezetése lakossági ötletpályázatot is kiírt a tó és a vele szomszédos park új nevére. A települési önkormányzat többek között arra hivatkozva kezdeményezte a névváltoztatást, hogy a tó olyan hely nevét őrzi, amelyhez valós kapcsolat sosem fűzte Budakalászt. A pályázat kiírása szerint a lakossági névjavaslatokat 2017. június 24-ig várták; a folytatásra vonatkozóan azt ígérték, hogy az önkormányzat egyeztet a javaslatokról a Földrajzinév-bizottsággal, majd a bizottság döntésétől függően a 2017. szeptember 28-i képviselő-testületi ülésen döntenek az új névről, a névadó ünnepséget pedig az "Őszi Tófutás" rendezvény idejére, 2017. október 7-re hirdették meg. Úgy tűnik, hogy a meghirdetett átnevezésre mégsem került sor.